# محمدرضا مقیسه
محمدرضا مقیسه فعال سیاسی و معاون وزارت علوم در دولت خاتمی بود.
عمده فعالیت‌های محمدرضا مقیسه در انجمن صنفی مطبوعات و حوادث پس از انتخابات ۸۸ شکل گرفته است. محمدرضا مقیسه عضو هیئت مدیره انجمن صنفی روزنامه نگاران است که در زمان ریاست جمهوری احمدی‌نژاد تعطیل شد. او همچنین عضویت پیوسته فدراسیون بین‌المللی روزنامه نگاران (IFJ)را دارد. پس از بازداشت او فدراسیون بین‌المللی روزنامه نگاران بازداشتش را محکوم کرد.
مقیسه پس از حوادث انتخابات ۱۳۸۸ مجدداً در۲ آبان ۱۳۸۹ بعد از یورش مأموران امنیتی به منزل و محل کارش بازداشت شده و و در دادگاه بدوی به شش سال حبس محکوم گشت. در دادگاه تجدید نظر میزان حبس او با دو سال کاهش به چهار سال حبس تعزیری کاهش یافت. او در مهرماه ۱۳۹۳ از چند روز تحمل حبس مازاد بر حکم آزاد شد.
محمدرضا مقیسه عضو ستاد انتخاباتی و از حلقه اصلی یاران میر حسین موسوی بوده و نماینده و مسوول کمیته پیگیری امور بازداشت شدگان و آسیب دیدگان اعتراضات پس از انتخابات ۱۳۸۸ می‌باشد. او همچنین از رزمندگان در جنگ عراق با ایران و مجروحان حادثه ۷ تیر است.